# Urs Martin Strub
Urs Martin Strub (* 20. April 1910 in Olten; † 16. August 2000 in Zürich, heimatberechtigt in Olten und Trimbach) war ein Schweizer Psychiater, Lyriker und Essayist.

## Leben
Urs Martin Strub, Sohn des vermögenden Kaufmanns Paul Strub und der Marie geborene Eggenschwiler, Maturand an der Stiftsschule Engelberg, nahm 1931 ein Studium der Medizin an den Universitäten Zürich, Basel, Bern, München und Paris auf, das er 1937 mit dem Staatsexamen sowie der Promotion zum Dr. med. abschloss.
Beruflich war Strub zunächst Assistent in Wien, von 1938 bis 1942 Assistenzarzt an der psychiatrischen Klinik Burghölzli in Zürich, von 1943 bis 1946 psychiatrischer Oberarzt an der Nervenheilanstalt Rheinau, von 1947 bis 1969 Chefarzt des psychiatrischen Sanatoriums Kilchberg, bis er eine eigene psychiatrische Praxis in Zürich eröffnete und die Leitung der Stahlhandelsfirma seiner Familie in Solothurn übernahm.
Urs Martin Strub – er heiratete 1943 Liselotte Berta, die Tochter des Hans Robert Pflüger – verstarb am 16. August 2000 vier Monate nach Vollendung seines 90. Lebensjahres in Zürich.
Der Lyriker und Prosadichter Urs Martin Strub – er veröffentlichte bereits 1930 seinen ersten Gedichtband – suchte in seinen Gedichten, von denen einige vertont wurden, vor allem die Musikalität der Form. Strub wurde 1941 und 1954 mit dem Preis der Schweizerischen Schillerstiftung sowie 1976 mit dem Kulturpreis des Kantons Solothurn ausgezeichnet.

## Werke (Auswahl)
- Frühe Feier: Jugendgedichte, Eugen Haag Verlag, Luzern 1930
- Die dreiunddreissig Gedichte, Vereinigung Oltner Bücherfreunde, Olten, 1941
- Lyrik, Atlantis Verlag, Zürich, 1946
- Lyrische Texte, Kiepenheuer & Witsch, Köln, 1953
- Die Wandelsterne: Prosadichtungen, Kiepenheuer & Witsch, Köln, 1955
- Signaturen, Klangfiguren : Gedichte, Hoffmann und Campe, Hamburg, 1964
- Klangfiguren, Johannes Asmus Verlag, Hamburg, 1965
- Der Morgenritt, Kranich-Verlag, Zollikon, 1990
- Poetische Zeit, Kranich-Verlag, Zollikon, 1990 ISBN 390664006X
- Wechselsätze, Kranich-Verlag, Zollikon, 2002 ISBN 3909194109
- Aufgehobene Zeit: Hundert Gedichte, herausgegeben von Charles Linsmayer und Gerhard Piniel. Edition Howeg, Zürich 2016, ISBN 978-3-85736-315-3.